# Pothyne fasciata
Pothyne fasciata là một loài bọ cánh cứng trong họ Cerambycidae.